# Neuwerk (Rübeland)

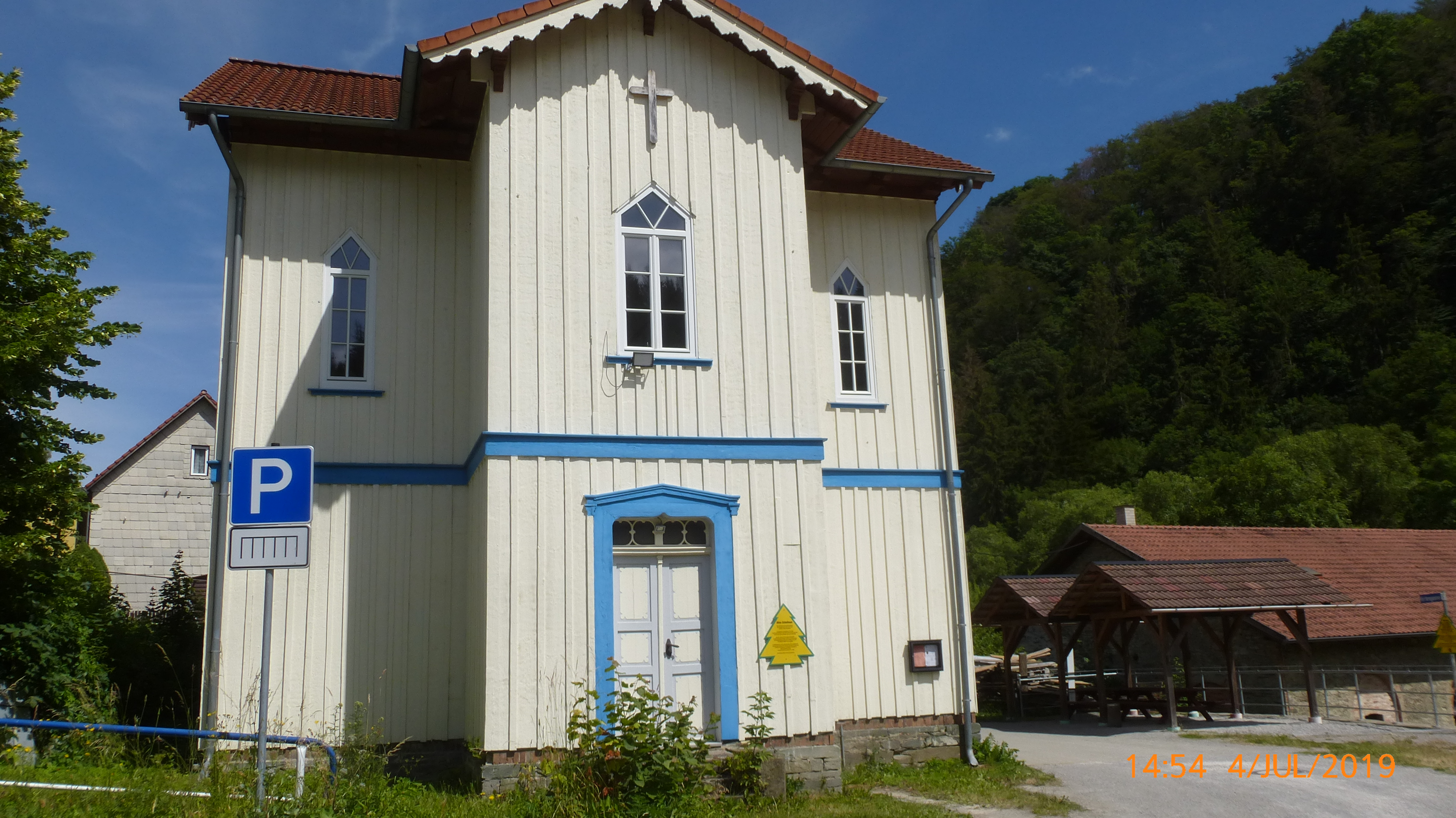
Alte Schule am Hüttenplatz

Neuwerk gehört zur Ortschaft Höhlenort Rübeland der Stadt Oberharz am Brocken im Landkreis Harz in Sachsen-Anhalt. Charakteristisch für das Bild des Ortes sind sowohl die an den Hang des Bodetals gebauten Häuser als auch der markante Turm der ehemaligen Dorfschule mit historischem Uhrwerk.
Von der einstigen Bedeutung des Bergbauortes zeugen heute der Hüttenplatz mit alten Hüttengebäuden und die vielen Gräben zur Nutzung der Wasserkraft. Diese Gräben wurden teilweise in jüngster Vergangenheit wieder nutzbar gemacht und werden nun erneut zur Erzeugung von Strom mit Hilfe von Wasserkraft eingesetzt.
Eine weitere Besonderheit ist das Kreuztalviadukt, das höchste Eisenbahnviadukt Norddeutschlands – gelegen im Wohnplatz Kreuztal.

## Geschichte

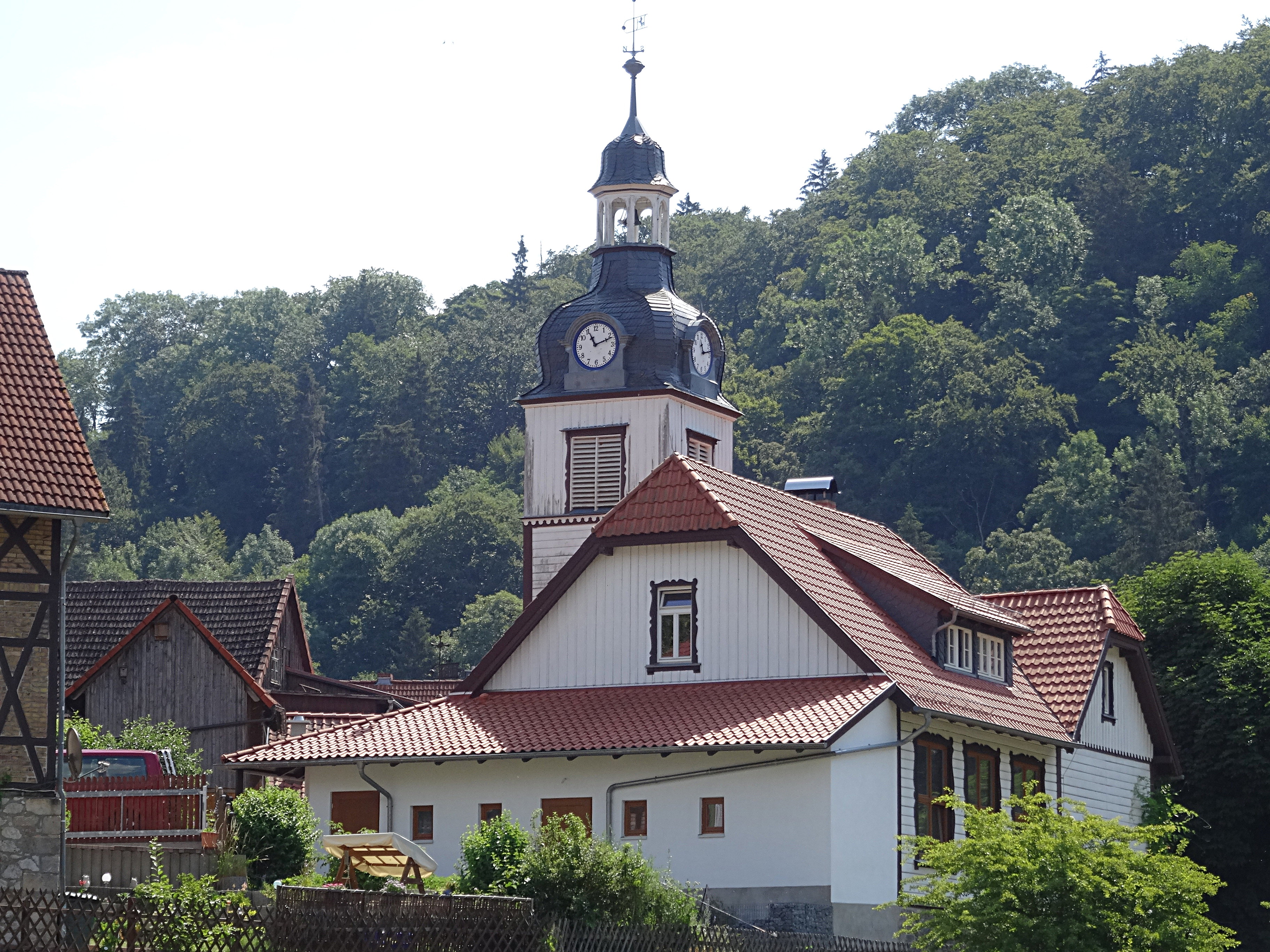
Neue Schule am Hüttenplatz

Neuwerk wird erstmals 1448 im Zusammenhang einer auf dem linken Ufer der Bode gelegenen Eisenhütte, dem Neuen Werk, im Teilungsrezess der Grafen Ulrich X. und Bernhard von Regenstein genannt. Ihr verdankt Neuwerk Entstehung und Namen. Auch die Flurbezeichnung Stahlberg zeugt davon. Das Wasser der Bode trieb Pochhämmer und die Gebläse für den Hohen Ofen an.
Die von Mönchen des Klosters Michaelstein im Kreuztal gegründete Marmormühle wurde 1715 wieder in Betrieb genommen und arbeitete bis 1889. Die hohe Qualität des Marmors führte zu einer Verwendung in einigen Prunkbauten der preußischen Könige.
Am Rande von Neuwerk befand sich zu DDR-Zeiten ein Pionierlager direkt an der Bode, welches seitdem stark verfallen ist.

### Eingemeindungen
Am 1. Juli 1950 wurde Neuwerk in das benachbarte Rübeland eingemeindet, welches am 1. Januar 2004 ein Ortsteil von Elbingerode (Harz) wurde. Seit der Auflösung der Stadt Elbingerode (Harz) am 1. Januar 2010 gehört es als Ortsteil von Rübeland zur neu gegründeten Stadt Oberharz am Brocken.

## Schulgebäude
Im Jahre 1654 erhielt Neuwerk in einem leerstehenden Gebäude seine erste Schule und einen Lehrer. Bis dahin waren die Kinder in Hüttenrode zur Schule gegangen. 1704 entstand ein Schulneubau, der 1732 erweitert wurde und einen Glockenstuhl mit eiserner Glocke sowie 1837 eine neue Orgel erhielt. Der Bau wurde einen Brand 1850 stark beschädigt und 1852 wieder aufgebaut.
Das Alte Schulhaus war eine „Betsaalschule“. Es enthielt die Wohnung des Präzeptors, den Betsaal und die Unterrichtsräume. Den Titel Hüttenpräzeptor trugen die Lehrer in den Hüttenorten an der Bode, da sie gleichzeitig Aufgaben des Pfarrers erledigten.
Ab 1905 konnte die Neue Schule auf der gegenüberliegenden Straßenseite genutzt werden. Das Alte Schulhaus diente danach in der oberen Etage als Kirchsaal und im Erdgeschoss als Lehrerwohnung, Gemeindebüro und später als Verkaufsstelle (Konsum). Heutzutage wird es vom Spielmannszug Neuwerk genutzt.
Das mechanische Uhrwerk der Neuen Schule stammt ebenfalls aus dem Jahre 1905 und ist ein original erhaltenes Werk der Firma J. F. Weule. Der Turm wurde 2005 renoviert, das Schulgebäude 2012/2013.